# Wonderful Pistachios Cycling Team
Wonderful Pistachios (código UCI: WPC) foi uma equipa ciclista estadounidense de categoria Continental.
Teve a sua base na equipa amador Liquid Cycling fundado em 2008 e para a temporada de 2010 passou ao profissionalismo dentro da categoria Continental com o patrocínio de Adageo Energy, uma empresa sediada no Texas dedicada à exploração de petróleo e gás natural, da qual tomou o nome. Essa temporada baseou o seu calendário focando-se só em carreiras nacionais.
A crise financeira de 2010 levou a que Adageo Energy não renovasse para a temporada de 2011 pelo qual, um dos patrocinadores secundários, Wonderful Pistachios chegou a um acordo para ser o patrocinador principal, lhe dando o novo nome à equipa.
Para essa temporada a equipa reforçou-se com 5 ciclistas, incluindo a um ex UCI ProTour, o britânico Thomas Faiers que em 2010 militasse nas fileiras da Footon-Servetto.
Para 2013 a equipa desapareceu depois de perder a Wonderful Pistachios como patrocinador e o director geral Josh Horowitz, não conseguir novos apoios para manter a equipa.

## Material ciclista
A equipa utilizou bicicletas Orbea (2011) e Broken Bones (2012).

## Palmarés
A equipa não conseguiu vitórias profissionais durante seus dois anos activo.

## Elencos

### Elenco de 2011
| Nome                   | Nascimento | Nacionalidade  | Equipa de 2010                    |
| Eric Bennett           | 19/11/1987 | Estados Unidos | Adageo Energy                     |
| Neil Coleman           | 02/10/1981 | Reino Unido    | Plowman Craven Racing Team (2008) |
| Menso De Jong          | 27/01/1989 | Estados Unidos | Neoprofissional                   |
| Thomas Faiers          | 19/05/1987 | Reino Unido    | Footon-Servetto                   |
| Tim Farnham            | 24/06/1982 | Estados Unidos | Adageo Energy                     |
| Sterling Magnell       | 05/04/1983 | Estados Unidos | Rock Racing (2009)                |
| Alexi Martínez         | 30/05/1986 | Estados Unidos | Adageo Energy                     |
| Victor Riquelme        | 23/12/1986 | Estados Unidos | Neoprofissional                   |
| Collin Samaan          | 11/03/1989 | Estados Unidos | Neoprofissional                   |
| Iggy Silva             | 06/06/1990 | Estados Unidos | Neoprofissional                   |
| Taylor Bertrand-Barret | 05/05/1987 | Estados Unidos | Neoprofissional                   |

1. 1 2 3  Desde 15 de março.

### Elenco de 2012
| Nome                   | Nascimento | Nacionalidade  | Equipa de 2011               |
| Eric Bennett           | 19/11/1987 | Estados Unidos | Wonderful Pistachios         |
| Taylor Bertrand-Barret | 05/05/1987 | Estados Unidos | Wonderful Pistachios         |
| Kirk Carlsen           | 25/05/1987 | Estados Unidos | Chipotle Development Team    |
| Yosvany Falcón         | 24/06/1979 | Estados Unidos | Realcyclist.com Cycling Team |
| Yusuke Higuma          | 28/07/1982 | Japão          | Neoprofissional              |
| Michael Jasinski       | 20/03/1987 | Japão          | Neoprofissional              |
| Sterling Magnell       | 05/04/1983 | Estados Unidos | Wonderful Pistachios         |
| Aurelien Passeron      | 19/01/1984 | França         | Geumsan Ginseng Ásia         |
| Victor Riquelme        | 23/12/1986 | Estados Unidos | Wonderful Pistachios         |
| Collin Samaan          | 11/03/1989 | Estados Unidos | Wonderful Pistachios         |
| Iggy Silva             | 06/06/1990 | Estados Unidos | Wonderful Pistachios         |
| Erik Slack             | 09/02/1988 | Estados Unidos | Team Exergy                  |
| Brett Tack             | 05/04/1983 | Estados Unidos | Neoprofissional              |

1. ↑  Até a 20 de abril
2. ↑  Desde 1 de maio
3. 1 2  Até a 30 de abril.
4. ↑  Até a 26 de junho